# Prentiss Walker

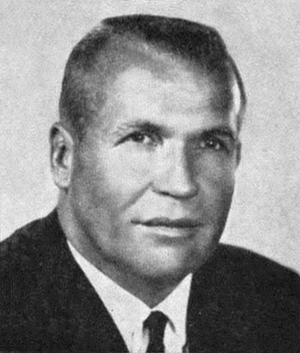
Prentiss Walker (1965)

Prentiss Lafayette Walker  (* 23. August 1917 bei Taylorsville, Smith County, Mississippi; † 5. Juni 1998  in Magee, Mississippi) war ein US-amerikanischer Politiker. Zwischen 1965 und 1967 vertrat er den vierten  Wahlbezirk des Bundesstaates Mississippi im US-Repräsentantenhaus.

## Werdegang
Prentiss Walker besuchte die öffentlichen Schulen in Las Cruces (New Mexico) und in seiner Geburtsstadt Taylorsville sowie in Mize (Mississippi). Im Jahr 1936 beendete er seine schulische Ausbildung am Mississippi College in Clinton. Während des Zweiten Weltkrieges war er ab 1944 Soldat der US Army und diente im pazifischen Raum. Nach dem Krieg betrieb er eine Hühnerfarm. Bereits seit 1937 war er Leiter eines Supermarkts. Diese Tätigkeit übte er bis 1963 aus. Politisch war Walker Mitglied der Republikanischen Partei. Im Jahr 1960 war er im Vorstand der Jagd- und Fischereikommission des Staates Mississippi. 1964 und 1968 war er Delegierter zu den jeweiligen Republican National Conventions.
1964 wurde er im vierten Distrikt von Mississippi in das US-Repräsentantenhaus in Washington, D.C. gewählt, wo er am 3. Januar 1965 den Demokraten W. Arthur Winstead ablöste. Walker war erst der dritte Republikaner, der in diesem Bezirk in das Repräsentantenhaus gewählt wurde, und der erste seit Jason Niles im Jahr 1872. Da er 1966 auf eine weitere Kandidatur verzichtete, konnte er bis zum 3. Januar 1967 nur eine Legislaturperiode im Kongress absolvieren. Bei den Wahlen des Jahres 1966 bewarb er sich erfolglos gegen den Amtsinhaber James Eastland um dessen Sitz im US-Senat. Bei dieser Wahl unterlag Walker mit 27 % gegen 65 % der Wählerstimmen. 1968 kandidierte er erfolglos für eine Rückkehr ins Repräsentantenhaus. Ebenso wenig von Erfolg gekrönt war seine Kandidatur als unabhängiger Kandidat für den US-Senat im Jahr 1972. Danach zog er sich aus der Politik zurück. In der Folge widmete er sich wieder seinen privaten Geschäften. Dazu gehörte neben landwirtschaftlichen Unternehmungen auch das Immobiliengeschäft.